# Röchling Gruppe
Die Röchling SE & Co. KG mit Sitz in Mannheim ist eine Unternehmensgruppe mit Wurzeln in der saarländischen Montanindustrie, die heute auf dem Gebiet der Kunststoffverarbeitung tätig ist. Die Röchling-Gruppe ist in die drei nach Kundengruppen sortierten Unternehmensbereiche Industrial, Automotive und Medical gegliedert. Der Konzern ist weltweit an mehr als 83 Standorten in 25 Ländern (Süd- und Nordamerika, Europa und Asien) vertreten.

## Geschichte

### Anfänge

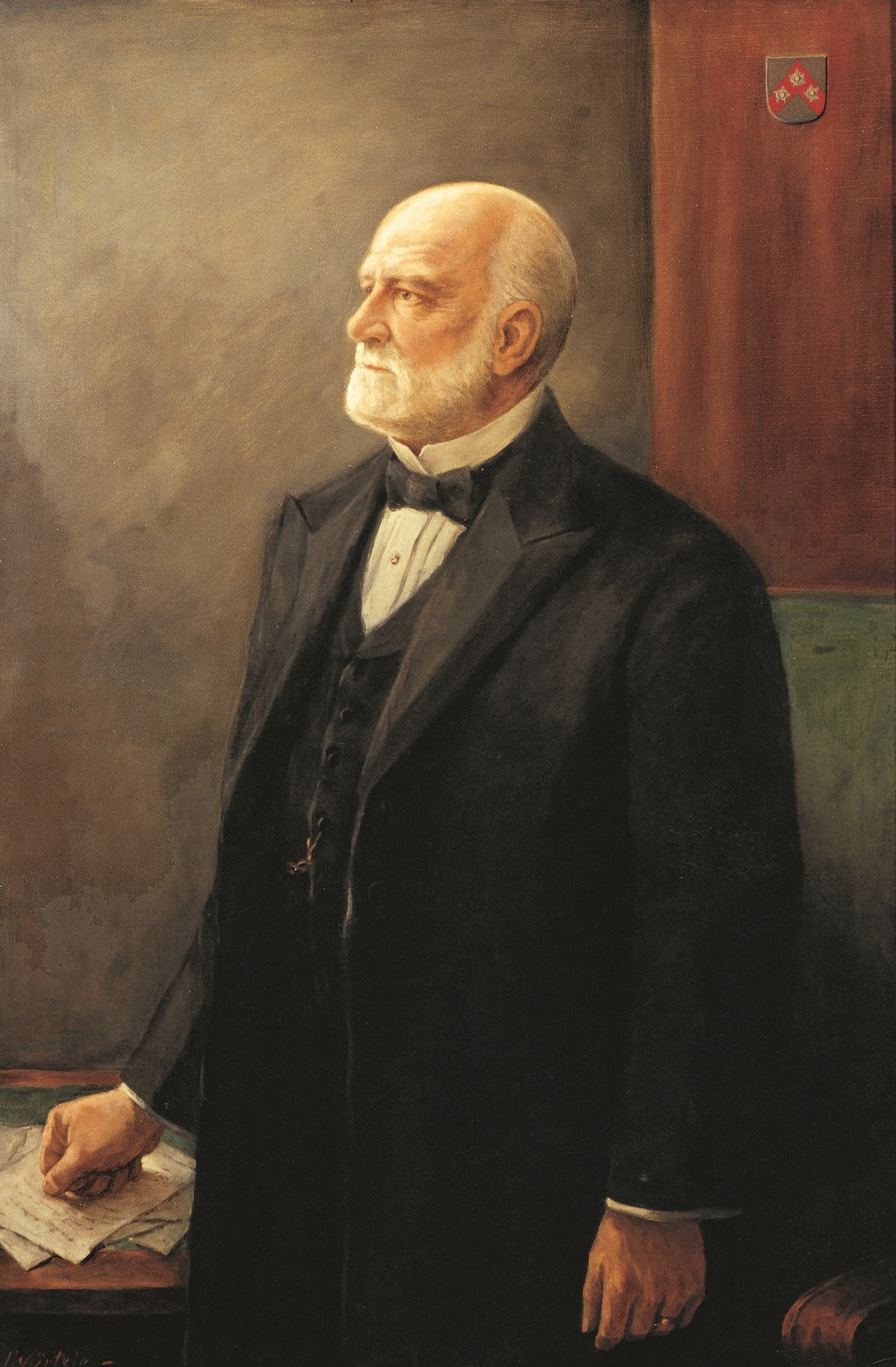
Carl Röchling (1827–1910) leitete das Unternehmen um die Wende vom 19. zum 20. Jahrhundert.

1822 machte sich Friedrich Ludwig Röchling mit der Gründung einer Kohlehandlung in Saarbrücken selbstständig. Er starb 1836 kinderlos und vermachte das Unternehmen seinen vier Neffen, den Söhnen seines Bruders Christian. Die „Gebrüder“ Theodor, Ernst, Carl und Fritz Röchling, Namensgeber der Gebr. Röchling KG in Mannheim, begannen ab Mitte des 19. Jahrhunderts mit der Produktion von Koks und der industriellen Eisenverarbeitung. Nach dem Tod seiner Brüder führte Carl Röchling (1827–1910) die Geschäfte noch fast zwei Jahrzehnte alleine. Er kaufte 1881 die Völklinger Eisenhütte, die von nun an unter dem Namen „Völklinger Eisenwerk Gebrüder Röchling“ betrieben wurde. Die 1860 eröffnete Bahnstrecke Saarbrücken–Trier begünstigte die Hütte; ebenso die Tatsache, dass nach dem Krieg 1870/71 Teile von Elsass und Lothringen zurück zum Deutschen Kaiserreich gekommen waren. Nach dem Erwerb dieser Eisenhütte, die 1994 von der UNESCO in den Rang eines Weltkulturerbes erhoben wurde, entwickelte sich Röchling zum größten Hersteller von Eisenträgern in Deutschland. 1883 wurde in Völklingen der erste Hochofen in Betrieb genommen.

Blick vom Völklinger Bahnhof auf die Röchling’schen Eisen- und Stahlwerke (1910)

Ab 1898 übernahm Hermann Röchling (1872–1955) Aufgaben im Unternehmen und wurde nach dem Tod seines Vaters Carl Generaldirektor. Unter seiner Leitung entwickelte sich die Hütte zu einem „modernen“ Hochofenwerk, das auch die zunehmend nachgefragten Edelstähle produzieren konnte.

### Erster Weltkrieg

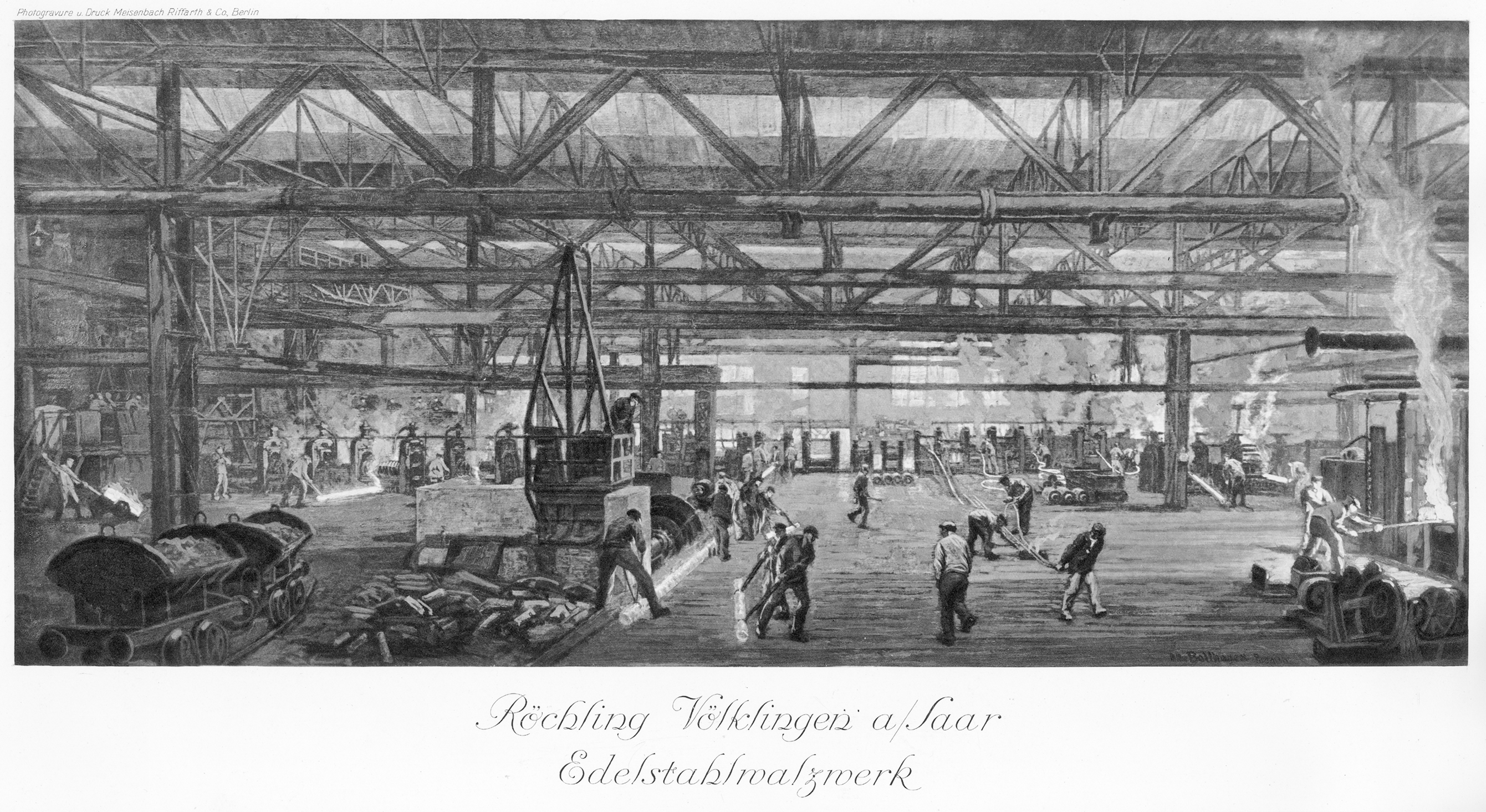
Das Edelstahl-Walzwerk in Völklingen (1920)

Nach Beginn des Ersten Weltkriegs wurde die Völklinger Hütte 1914 auf Kriegsbedarf umgestellt. Auf dem Gelände wurde eine Fabrik errichtet, die Geschosse fast aller Kaliber für die Artillerie fertigte. Außerdem wurde ein Großteil des Materials, das für die Herstellung der Stahlhelme der deutschen Armee benötigt wurde, in Völklingen produziert. Nach Kriegsende entzog die französische Siegermacht der Familie Röchling das Eigentum an der Carlshütte in Diedenhofen/Thionville, an den Eisenerzgruben in Lothringen sowie an sämtlichen Niederlassungen in Frankreich. Ein Militärgericht verurteilte Hermann Röchling in Abwesenheit wegen Demontage französischer Betriebe in den besetzten Gebieten zu 10 Jahren Gefängnis.

### 1920 bis 1945
In den 1920er-Jahren zählten zu dem Konzern nicht nur Unternehmen der Montanindustrie, sondern auch Banken und Handelshäuser sowie umfangreicher Grund- und Immobilienbesitz. Hermann Röchling erwarb weitere Firmen, darunter 1922 mit der Berliner Holzveredelung GmbH auch das erste Kunststoffunternehmen, aus dem sich die heutige Röchling Engineering Plastics SE & Co. KG mit Sitz im Emsländischen Haren entwickelte. Politisch setzte sich der „Patriarch“ für eine Wiederangliederung des bis 1935 unter Völkerbundmandat stehenden Saargebiets an Deutschland ein. 1935 trat er in die NSDAP ein und wurde Rüstungsbeiratsmitglied des Reichswehrministeriums, 1938 zum Wehrwirtschaftsführer ernannt und 1942 zum „Reichsbeauftragten für Eisen und Stahl in den besetzten Gebieten“ berufen. Während des Zweiten Weltkriegs stellte das saarländische Unternehmen in seiner Elektro-Ofen-Anlage Waffen wie die Röchling-Granate in großer Stückzahl her.
Führende Vertreter des Röchling-Konzerns wurden nach Kontrollratsgesetz Nr. 10 beim Rastatter Röchling-Prozess angeklagt. Im Revisionsverfahren 1949 vor dem Tribunal supérieur wurden die Angeklagten Hermann Röchling (zehn Jahre), Ernst Röchling (fünf Jahre), von Gemmingen und Rodenhauser (jeweils drei Jahre) zu Haft und Vermögenseinzügen verurteilt. Neben der wirtschaftlichen Ausplünderung der besetzten Länder wurden Hermann und Ernst Röchling für schuldig befunden, die Misshandlung ausländischer Zwangsarbeiter in ihren Unternehmen zumindest toleriert zu haben. Aus gesundheitlichen Gründen wurde Bodenhauser 1949 und die beiden Röchlings 1951 vorzeitig entlassen.

### Zweite Hälfte des 20. Jahrhunderts
1956 kaufte das Unternehmen die Rheinmetall Berlin AG, Ausrüster der neugegründeten Bundeswehr. Die Völklinger Hütte stand bis 1956 unter französischer Zwangsverwaltung, dann wurde sie der Familie Röchling zurückgegeben. Im selben Jahr trat Ernst Röchling, ein Neffe Hermann Röchlings, an die Spitze des Werkes in Völklingen. 1960 wurde das Unternehmen in zwei Holdings geteilt: die KG Gebr. Röchling in Mannheim und die Industrieverwaltung Röchling GmbH in Saarbrücken, die 1972 in die Röchling Industrieverwaltung GmbH (RIV) umfirmiert wurde. Geschäftsführender Gesellschafter in Mannheim und Geschäftsführer in Saarbrücken wurde Friedrich Wilhelm Clauser (* 1919). In der Röchling Industrieverwaltung GmbH waren alle börsennotierten Gesellschaften, unter anderem die Beteiligung an der Rheinmetall AG, zusammengefasst.
Die 1960er- und 1970er-Jahre waren für die Röchling-Gruppe gekennzeichnet von der Kohlekrise und der folgenden Stahlkrise. Das Unternehmen reagierte auf die sinkenden Einnahmen in diesen Bereichen mit Diversifizierung sowie dem vollständigen Rückzug aus der Stahlindustrie und dem Saarland. 1978 verkaufte man die Völklinger Hütte an Arbed, die heutige Saarstahl.
Stattdessen erwarb die Röchling-Gruppe Beteiligungen und komplette Unternehmen in den Bereichen Maschinenbau, Telekommunikation, Elektroinstallation, Frankiersysteme sowie Mess-, Steuer- und Regeltechnik. Mit dem Erwerb der Seeber-Gruppe und der Sustaplast KG begann in den 1980er-Jahren der erklärte Ausbau des Bereichs Kunststoffverarbeitung.

### 21. Jahrhundert
Zu Beginn des 21. Jahrhunderts beschäftigte der Mischkonzern in mehr als 300 Tochter- und Beteiligungsgesellschaften über 41.000 Mitarbeiter und erwirtschaftete einen Umsatz von rund 6,1 Milliarden Euro. Größte Umsatzquelle war der Elektronik- und Rüstungskonzern Rheinmetall, an dem Röchling einen Anteil von 42,1 Prozent hielt.
Nach Einschätzung des Manager-Magazins hatte sich die Röchling-Gruppe mit der starken Diversifizierung und Verästlung des Unternehmens „verheddert“. Die Expansion der Tochter Rheinmetall unter dem umstrittenen Konzernchef Hans Brauner habe Umsatzsteigerungen, aber keine Renditen gebracht. Daher beschloss Röchling unter dem neuen familienfremden Geschäftsführer Georg Duffner 2001 einen grundlegenden Strategiewechsel: Abkehr vom Mischkonzern und weiterer Ausbau des Geschäftsbereichs Kunststoffverarbeitung. 2004 verkaufte Röchling seinen Mehrheitsanteil an Rheinmetall zum Preis von 570 Millionen Euro. 2005 folgten der Verkauf von Francotyp-Postalia, eines Herstellers von Frankier- und Kuvertiermaschinen sowie des defizitären Telekommunikationsunternehmens DeTeWe.
Während des Umbaus zum Kunststoff-Produzenten zogen sich gemäß Gesellschafterbeschluss alle Familienmitglieder aus dem operativen Kerngeschäft zurück und wechselten in Aufsichtsgremien. So trat im Jahr 2001 Klaus Greinert, Schwiegersohn von Richard Röchling und früherer Geschäftsführer, in den Beirat ein und wurde Vorsitzender des Familienrats. Dort löste er Kurt-Wigand Freiherr von Salmuth ab, der seit 1964 Mitglied verschiedener Familiengremien war. Mit Bernd Michael Hönle, Geschäftsführer seit 1994, wechselte 2008 das letzte operativ tätige Familienmitglied in die Aufsichtsgremien.
Die 1978 begonnene Umstrukturierung zum reinen Kunststoffverarbeiter mit den Bereichen Hochleistungs-Kunststoffe und Automobil-Kunststoffe wurde 2006 abgeschlossen. 2006 wurden das letzte Elektronikunternehmen sowie ein Kaltwalzwerk verkauft, was der Röchling-Gruppe eine Gewinnsteigerung brachte. 2008 beschloss Röchling, als dritte Produktsparte technische Kunststoffe herzustellen und erwarb das erste medizintechnische Unternehmen. 2009 besaß Röchling noch 56 Tochterfirmen statt 327 zu Zeiten des Mischkonzerns. 2011 überschritten die Umsätze die Schwelle von einer Milliarde Euro, wobei Röchling weltweit etwa 6600 Mitarbeiter beschäftigte. 2012 investierte die Röchling-Gruppe über 140 Millionen Euro und expandierte in Brasilien, Indien, Australien und China. Es folgten 2016 ein erster Produktionsstandort in Mexiko sowie ein Joint-Venture in Japan.
2014 erfolgte die Umfirmierung des Unternehmens in Röchling SE & Co. KG. 2016 wurde der bisherige Vorstandsvorsitzende Georg Duffner von Ludger Bartels abgelöst und die Unternehmensbereiche neu geordnet: Neben dem bereits bestehenden Bereich Automotive wurde der bisherige zweite Unternehmensbereich „Hochleistungs-Kunststoffe“ in „Industrial“ umbenannt und der dritte Unternehmensbereich „Medical“ gegründet. Seit Juni 2022 fungiert Raphael Wolfram, CEO und CFO von Röchling Automotive, als Sprecher des Vorstands der Röchling-Gruppe. Er löste Rainer Schulz ab, der nach dem Weggang von Hanns-Peter Knaebel die Funktion des Vorstandsvorsitzenden ad Interim übernommen hatte.
Zum 1. November 2024 trat Martin Schüler in den Vorstand der Röchling-Gruppe ein. Zuvor war er fast 20 Jahre als CEO der Sparte HBPO des französischen Automobilzulieferers OPmobility (vormals Plastic Omnium) tätig. Martin Schüler löste zum Februar 2025 Raphael Wolfram als CEO von Röchling Automotive ab. Raphael Wolfram wurde seinerseits zum Juli 2025 Nachfolger von Franz Lübbers als CEO von Röchling Industrial. Dieser ging nach mehr als 50 Jahren bei Röchling in den Ruhestand. Bereits zum Februar 2025 wechselte Raphael Wolfram in den Unternehmensbereich Industrial.

## Unternehmen

### Leitung
Die Unternehmensentscheidungen werden von Gesellschafterausschuss, vom Beirat sowie dem Vorstand der Röchling-Gruppe bestimmt. Im Jahr 2020 gehörten knapp 200 Mitglieder der Familie Röchling zu den Gesellschaftern.
Im Jahr 2008 (Gesellschafterausschuss) und im Jahr 2010 (Beirat) übernahm mit Johannes Freiherr von Salmuth wieder ein direkter Nachkomme von Friedrich Röchling in sechster Generation den Vorsitz der Aufsichtsgremien. Sein Stellvertreter im Beirat ist Carl Peter Thürmel, ebenfalls Röchling-Familienmitglied. Von Oktober 2021 bis Mai 2022 war Rainer Schulz Vorstandsvorsitzender ad interim der Röchling-Gruppe und verantwortete den Unternehmensbereich Medical. Er hatte Hanns-Peter Knaebel abgelöst. Zum 1. Januar 2022 wurde Raphael Wolfram, CEO und CFO von Röchling Automotive, in den Gruppenvorstand berufen und ist dort für den Unternehmensbereich Automotive verantwortlich. Seit Juni 2022 fungiert er als Vorstandssprecher der Röchling-Gruppe.
Anfang Juli 2022 trat Daniel Bühler als neuer Vorstandsvorsitzende von Röchling Medical ins Unternehmen ein. Er wurde auch in den Vorstand der Röchling-Gruppe berufen. Im November 2024 wurde Martin Schüler zum Vorstandsmitglied der Röchling-Gruppe berufen. Seit Februar 2025 leitet er die Automotive-Sparte. Der bisherige Automotive-CEO, Raphael Wolfram, wechselte in den Unternehmensbereich Industrial, wo er zum Juli 2025 die Nachfolge von Franz Lübbers antrat. Zum 1. Januar 2025 übernahm Gregor Greinert den Vorsitz im Beirat der Röchling-Gruppe. Vorsitzender des Gesellschafterausschusses und des Aufsichtsrats bleibt Johannes Freiherr von Salmuth.

### Unternehmensbereiche
Seit 2016 gliedert sich die Röchling-Gruppe in die drei Unternehmensbereiche:
- Industrial mit Halbzeugen und Fertigteilen aus duro- und thermoplastischen Kunststoffen,[61]
- Automotive mit Kunststoffanwendungen auf den Gebieten „Aerodynamics“, „Propulsion“, „Battery Solutions“ und „Structural Lightweight“,[62]
- Medical fertigt Kunststoffkomponenten für Kunden in Medizintechnik und Pharmaindustrie und unterteilt sich in die Bereiche „Diagnostics“, „Fluidmanagement“, „Pharma“ und „Surgery & Interventional“.[63]

Knapp 35 Prozent des Umsatzes wird in Deutschland erwirtschaftet, 27 Prozent im übrigen Europa, gefolgt von Amerika (22 Prozent) und Asien (14 Prozent).
In Deutschland betreibt die Röchling-Gruppe 20 Standorte: Arnstadt, Bad Grönenbach-Thal, Brensbach, Haren (Ems), Köln, Lahnstein, Laupheim, Lützen, München, Mannheim, Nentershausen (Westerwald), Neuhaus am Rennweg, Peine, Roding, Ruppertsweiler, Troisdorf, Waldachtal, Weidenberg, Worms und Xanten.

## Röchling Stiftung
Die gemeinnützige 'Röchling Stiftung GmbH' wurde 1990 gegründet. Sie finanziert sich aus dem von der Unternehmerfamilie zur Verfügung gestellten Gründungskapital, aus von Gesellschaftern geschenkten und vererbten Kommanditanteilen an der Röchling SE & Co. KG, Vermögenserträgen und Geldspenden.
Die Stiftung konzentriert sich auf das Themenfeld „Kunststoff & Umwelt“ und will einen Beitrag dazu leisten, Umweltbelastungen durch Kunststoff weltweit zu reduzieren.